# Król tygrysów
Król tygrysów (pełny angielski tytuł: Tiger King: Murder, Mayhem and Madness) – amerykański serial dokumentalny opowiadający o małym, lecz głęboko ze sobą powiązanym środowisku amerykańskich hodowców dzikich kotów i występujących w nim patologicznych wydarzeń oraz przestępstw. 
Premiera produkcji odbyła się 20 marca 2020 roku w serwisie Netflix.
W 2020 roku w Polsce ukazała się książka napisana przez Mateusza Gugałka i Bartosza Czartoryskiego „Król Tygrysów jest nagi. Trzy lata w egzotycznym królestwie Joe Exotica” wydana nakładem wydawnictwa SQN.

## Odbiór

### Box office
Według Nielsen Media Research, w ciągu pierwszych 10 dni od premiery serial obejrzało 34,3 miliona widzów.

### Krytyka w mediach
W serwisie Rotten Tomatoes 89% z 75 recenzji jest pozytywnych, a średnia z ocen wyniosła 7.88/10. Na portalu Metacritic średnia ocen z 13 recenzji wyniosła 75 punkty na 100.